# Schizonycha schoutedeni
Schizonycha schoutedeni är en skalbaggsart som beskrevs av Moser 1914. Schizonycha schoutedeni ingår i släktet Schizonycha och familjen Melolonthidae. Inga underarter finns listade i Catalogue of Life.